# Essex South West (circonscription du Parlement européen)
Essex South West était une circonscription du Parlement européen situé au Royaume-Uni, l'élection d'un membre du Parlement européen par le système uninominal à un tour. Créé en 1979 pour les premières élections au Parlement européen, il a été aboli en 1994 et remplacé par les circonscriptions d'Essex West and Hertfordshire East et Essex South.

## Limites
Lors de sa création en 1979, il se circonscriptions parlementaires de Basildon, Brentwood and Ongar, Chelmsford, Epping Forest, Harlow et Thurrock.
Après les changements de limites de 1984 basés sur les nouvelles circonscriptions parlementaires britanniques créées en 1983, elle se composait de Billericay, Brentwood and Ongar, Castle Point, Chelmsford, Epping Forest, Harlow and Thurrock.
La circonscription a été abolie en 1994. Brentwood and Ongar, Chelmsford, Epping Forest et Harlow sont devenus une partie de l'Essex West and Hertfordshire East. Basildon, Billericay, Castle Point et Thurrock faisaient maintenant partie de la nouvelle circonscription d'Essex South.

## Membre du Parlement européen
| Élection | Élection | Membre                                                                                             | Parti                                                                                              |
| -------- | -------- | -------------------------------------------------------------------------------------------------- | -------------------------------------------------------------------------------------------------- |
|          | 1979     | Dr. Alexander Sherlock                                                                             | Conservateur                                                                                       |
|          | 1989     | Patricia Elizabeth Rawlings                                                                        | Conservateur                                                                                       |
| 1994     | 1994     | circonscription abolie, partie d'Essex West and Hertfordshire East et Essex South à partir de 1994 | circonscription abolie, partie d'Essex West and Hertfordshire East et Essex South à partir de 1994 |

## Résultats des élections
Les candidats élus sont indiqués en gras.
| Parti         | Parti                                  | Candidat               | Voix    | %    | ± |
| ------------- | -------------------------------------- | ---------------------- | ------- | ---- | - |
|               | Conservateur                           | Dr. Alexander Sherlock | 78,059  | 53,9 | ' |
|               | Travailliste                           | J P Coughlan           | 46,244  | 31,9 |   |
|               | Liberal                                | D M Kitching           | 20,516  | 14,2 |   |
| Majorité      | Majorité                               | Majorité               | 31,815  | 22,0 |   |
| Participation | Participation                          | Participation          | 144,819 | 30,5 |   |
|               | Conservateur vainqueur (nouveau siège) |                        |         |      |   |

| Parti         | Parti                | Candidat               | Voix    | %    | ±     |
| ------------- | -------------------- | ---------------------- | ------- | ---- | ----- |
|               | Conservateur         | Dr. Alexander Sherlock | 72,190  | 45,8 | −8.1  |
|               | Travailliste         | C O'Brien              | 56,169  | 35,6 | +3.7  |
|               | Liberal              | A F C Morris           | 29,385  | 18,6 | +4.4  |
| Majorité      | Majorité             | Majorité               | 16,021  | 10,2 | -11.8 |
| Participation | Participation        | Participation          | 157,744 | 28,3 | −2.2  |
|               | Conservateur retenir | Conservateur retenir   | Swing   | −5.9 |       |

| Parti         | Parti                | Candidat                    | Voix    | %    | ±     |
| ------------- | -------------------- | --------------------------- | ------- | ---- | ----- |
|               | Conservateur         | Patricia Elizabeth Rawlings | 77,408  | 41,1 | −4.7  |
|               | Travailliste         | J W Orpe                    | 68,005  | 36,1 | +0.5  |
|               | Green                | M E Willis                  | 32,242  | 17,1 | New   |
|               | SLD                  | T P Allen                   | 10,618  | 5,6  | −13.0 |
| Majorité      | Majorité             | Majorité                    | 9,403   | 5,0  | -5.2  |
| Participation | Participation        | Participation               | 188,273 | 33,1 | +4.8  |
|               | Conservateur retenir | Conservateur retenir        | Swing   | −2.6 |       |